# Mandalenčići
Mandalenčići (en italien : Maddaleni) est une localité de Croatie située en Istrie, dans la municipalité de Gračišće, dans le comitat d'Istrie. En 2001, la localité comptait 255 habitants.

## Démographie
| 1948 | 1953 | 1961 | 1971 | 1981 | 1991 | 2001 |
| ---- | ---- | ---- | ---- | ---- | ---- | ---- |
| 402  | 410  | 361  | 332  | 279  | 247  | 255  |